# Номерні знаки Великої Британії

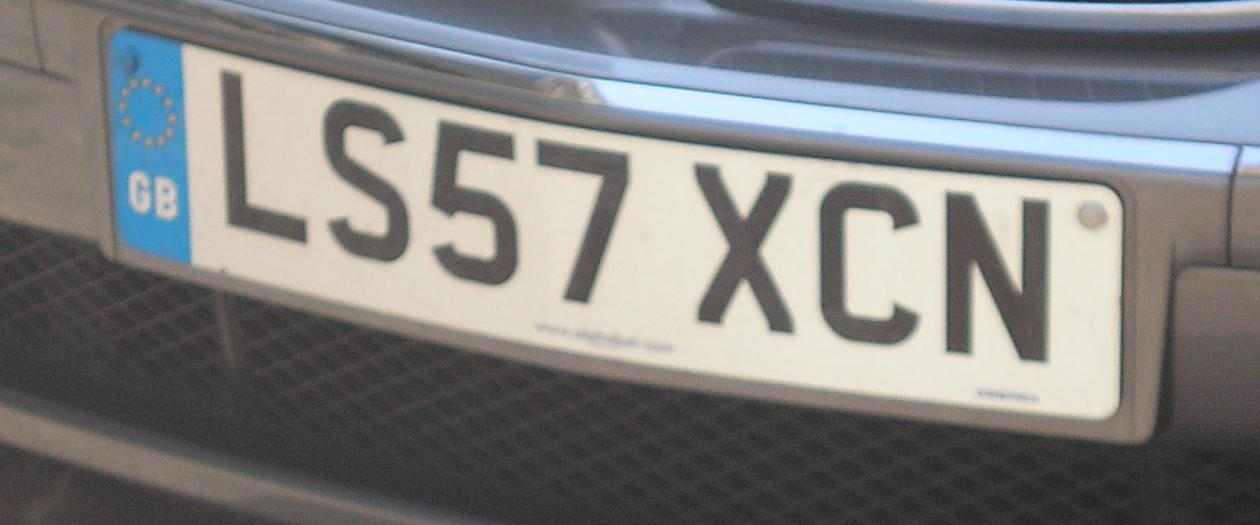
Передній номерний знак. Лондон (Стенмор), друга половина 2007 р.

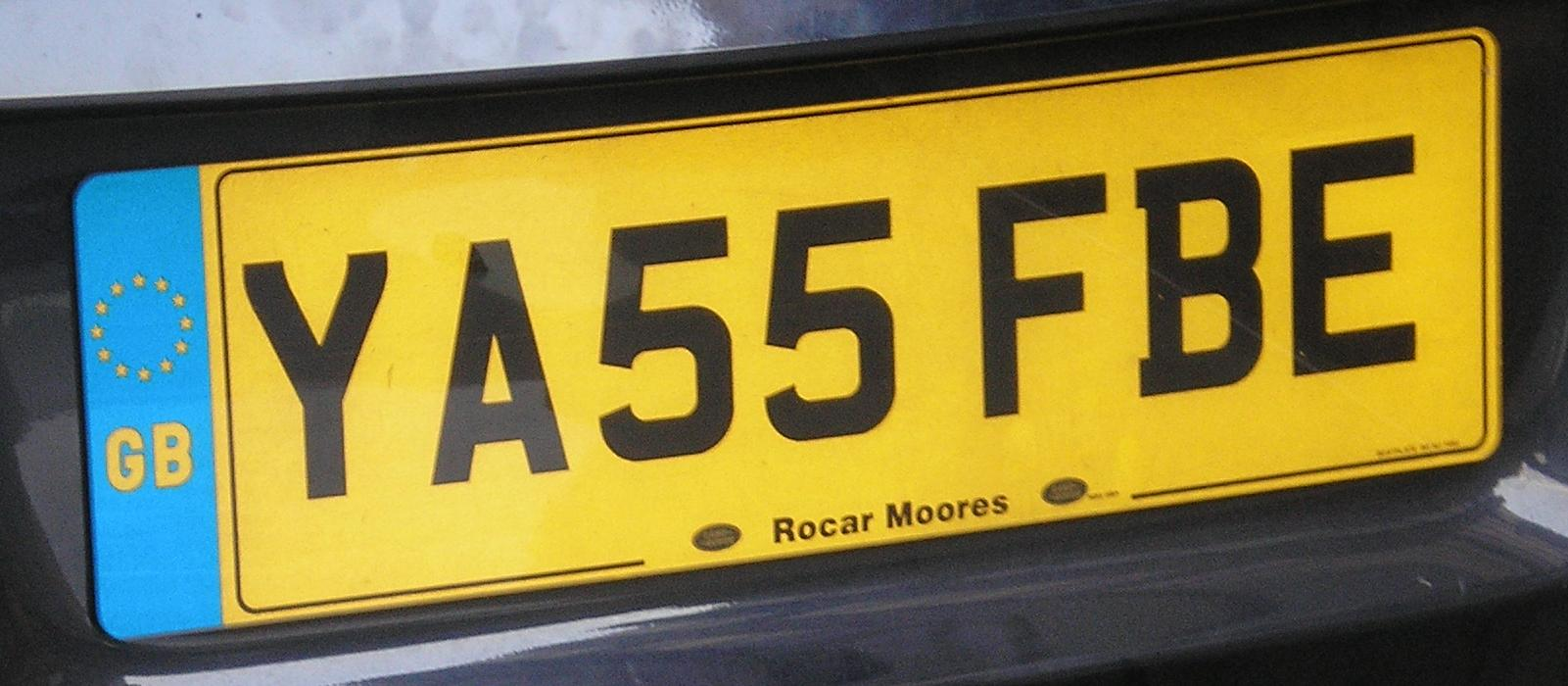
Задній номерний знак. Йоркшир (Лідс), друга половина 2005 р.

Код Великої Британії для міжнародного руху ТЗ — (GB).

## Чинна схема (2001р.)

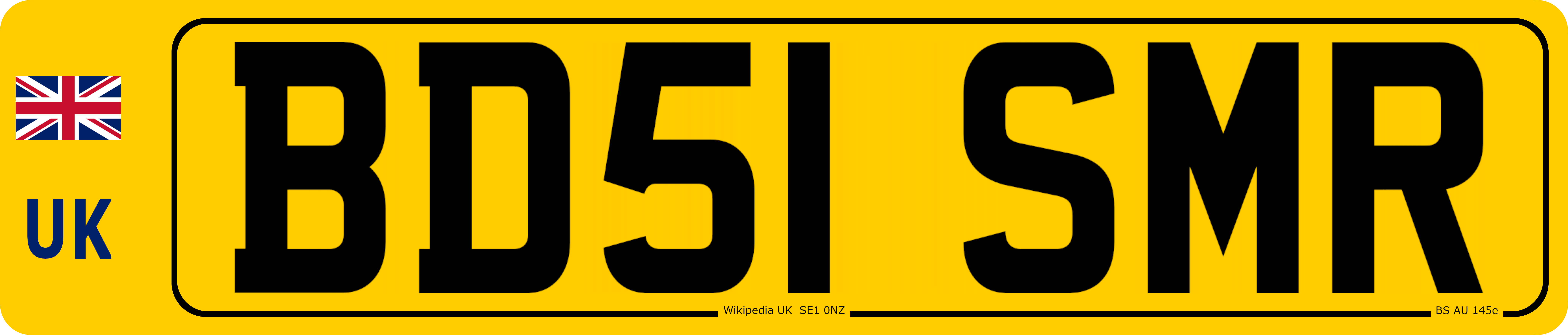
Задній номерний знак.

Номерні знаки Великої Британії (крім Північної Ірландії) видаються Агенцією з ліцензування водіїв і транспортних засобів (DVLA). Чинну схему номерних знаків запроваджено у 2001 році. Ця схема має формат АБ12 ВГД, де А — регіон DVLA, Б — локальний офіс DVLA в межах регіону, 12 — покажчик періоду реєстрації, ВГД — комбінація, що означає порядковий номер у вигляді літер.

### Регіональне кодування
Перша літера регіонального коду має назву «мнемонічний покажчик» через співзвучність з назвою регіону. Літери I, Q, Z не використовуються в регіональному кодуванні.
| Інтервал | Значення                                         |
| -------- | ------------------------------------------------ |
| AA-AG    | Пітерборо (Англія)                               |
| AH       | індивідуальні НЗ                                 |
| AJ-AK    | Пітерборо (Англія)                               |
| AL       | індивідуальні НЗ                                 |
| AM-AN    | Пітерборо (Англія)                               |
| AO-AT    | Норвіч (Англія)                                  |
| AU-AY    | Іпсвіч (Англія)                                  |
| BA- BY   | Бірмінгем                                        |
| CA-CO    | Кардіфф (Уельс)                                  |
| CP-CV    | Свонсі (Уельс)                                   |
| CW-CY    | Бангор (Уельс)                                   |
| DA-DK    | Честер (місто) (Дісайд і Шрюсбері)               |
| DL-DY    | Шрусбері (Дісайд і Шрусбері)                     |
| EA-EY    | Челмсфорд (Ессекс)                               |
| FA-FN    | Ноттінгем                                        |
| FO       | не вживається                                    |
| FP       | Ноттінгем                                        |
| FR-FY    | Лінкольн                                         |
| GA-GN    | Мейдстоун (Кент і Сусекс)                        |
| GO       | індивідуальні НЗ                                 |
| GP-GY    | Брайтон (Кент і Сассекс)                         |
| HA-HJ    | Борнмут (Гемпшир і Дорсет)                       |
| HK-HV    | Портсмут (Гемпшир і Дорсет)                      |
| HW       | острів Вайт (Гемпшир і Дорсет)                   |
| HX-HY    | Портсмут (Гемпшир і Дорсет)                      |
| JA-JY    | індивідуальні НЗ                                 |
| KA-KL    | Лутон                                            |
| KN-KY    | Нортгемптон                                      |
| LA-LJ    | Вімблдон (Лондон)                                |
| LK-LT    | Стенмор (Лондон)                                 |
| LU-LY    | Сідкап (Лондон)                                  |
| MA-MM    | Манчестер                                        |
| MN-MO    | індивідуальні НЗ                                 |
| MP       | Манчестер                                        |
| MR-MS    | індивідуальні НЗ                                 |
| MT-MX    | Манчестер                                        |
| MY       | індивідуальні НЗ                                 |
| NA-NN    | Ньюкасл-апон-Тайн (Північно-східна Англія)       |
| NO       | не використовується                              |
| NP-NY    | Стоктон (Північно-східна Англія)                 |
| OA-OJ    | Оксфорд                                          |
| OK       | індивідуальні НЗ                                 |
| OL-OM    | Оксфорд                                          |
| ON       | індивідуальні НЗ                                 |
| OO-OP    | Оксфорд                                          |
| OR-OS    | індивідуальні НЗ                                 |
| OT-OY    | Оксфорд                                          |
| PA-PT    | Престон                                          |
| PU-PY    | Карлайл                                          |
| RA-RT    | Редінг                                           |
| RU       | індивідуальні НЗ                                 |
| RV-RY    | Редінг                                           |
| SA-SJ    | Глазго (Шотландія)                               |
| SK-SO    | Единбург (Шотландія)                             |
| SP-ST    | Данді (Шотландія)                                |
| SU       | індивідуальні НЗ                                 |
| SV-SW    | Абердин (Шотландія)                              |
| SX-SY    | Інвернесс (Шотландія)                            |
| TA-TE    | індивідуальні НЗ                                 |
| TF-TJ    | Глазго (Шотландія) 2007 р.                       |
| TK-TN    | Единбург (Шотландія) 2007 р.                     |
| TP       | Данді (Шотландія) 2007 р.                        |
| TR-TY    | індивідуальні НЗ                                 |
| UA-UY    | індивідуальні НЗ                                 |
| VA-VC    | Вустер                                           |
| VD       | індивідуальні НЗ                                 |
| VE-VV    | Вустер                                           |
| VW       | індивідуальні НЗ                                 |
| VX-VY    | Вустер                                           |
| WA-WB    | Ексетер (Західна Англія)                         |
| WC       | індивідуальні НЗ                                 |
| WD-WJ    | Ексетер (Західна Англія)                         |
| WK-WL    | Труро (Західна Англія)                           |
| WM-WN    | Бристоль (Західна Англія)                        |
| WO       | не вживається                                    |
| WP-WY    | Бристоль (Західна Англія)                        |
| XA       | безмитно експортовані ТЗ (березень або вересень) |
| XB       | безмитно експортовані ТЗ (квітень або жовтень)   |
| XC       | безмитно експортовані ТЗ (травень або листопад)  |
| XD       | безмитно експортовані ТЗ (червень або грудень)   |
| XE       | безмитно експортовані ТЗ (липень або січень)     |
| XF       | безмитно експортовані ТЗ (серпень або лютий)     |
| XH-XY    | індивідуальні НЗ                                 |
| YA-YK    | Лідс (Йоркшир)                                   |
| YL-YU    | Шеффілд (Йоркшир)                                |
| YV-YY    | Беверлі (Англія) (Йоркшир)                       |

### Кодування за часом реєстрації
Чинна схема кодування передбачає два періоди реєстрації протягом року: 01березня-31серпня та 01вересня-28-29лютого наступного року. Перший період кодується останніми двома цифрами, що означають чинний рік (наприклад в 2014 році видаються номерні знаки з покажчиком 14). Другий період кодується двома цифрами, що означають рік початку періоду плюс 50 (наприклад період з 1 вересня 2013 р. до 28 лютого 2014 р. кодується числом 63, тобто 13+50). Таким чином існуюча схема розрахована на використання до 2050 року. Слід зазначити, що номерних знаків з періодом кодування 01 у 2001 році не видавалося, а одразу почалася серія 51, потім 02, 52, 03, 53 тощо.

### Кольорове забарвлення
Традиційно передні номерні знаки мають біле тло, задні — жовте. Як опція в лівому боці пластини можливе розташування синьої стрічки з кодом GB та дванадцятьма європейськими зірками. Номерні знаки без таких стрічок є ідентичними за змістом.
Інші види стрічок із зображеннями прапорів та іншими кодами (CYM, ENG, NI, SCO, UK тощо) є неофіційними та не мають допускатися до пересування за межами Великої Британії.

## Номерні знаки Північної Ірландії

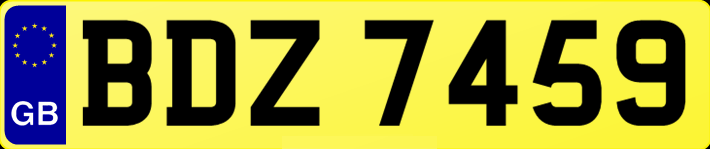
Задній номерний знак. Північна Ірландія, графство Антрім

У Північній Ірландії діють номерні знаки за схемами 1903, 1932, 1953 років форматів А1, А12, А123, А1234, АБ1, АБ12, АБ123, АБ1234, АБВ1, АБВ12, АБВ123, АБВ1234, 1А, 12А, 123А, 1234А, 1АБ, 12АБ, 123АБ, 1234АБ, 1АБВ, 12АБВ, 123АБВ. Характерною особливістю номерних знакі Північної Ірландії є обовязкове використання літер I та Z у серіях.
Номерні знаки у Пічнічній Ірландії видаються Агенцією Водіїв та Транспортних засобів (DVA). Чинна схема, що видається з 1966 року має формат АБВ1234, де А — префікс-серія, БВ — код графства, 1234 — номер.
| Графство    | Кодування                                          |
| ----------- | -------------------------------------------------- |
| Антрім      | DZ, IA, KZ, RZ                                     |
| Арма        | IB, LZ, XZ                                         |
| Белфаст     | AZ, CZ, EZ, FZ, GZ, MZ, OI, OZ, PZ, TZ, UZ, WZ, XI |
| Даун        | BZ, IJ, JZ, SZ                                     |
| Деррі Сіті  | UI                                                 |
| Лондондеррі | IW, NZ, YZ                                         |
| Тайрон      | HZ, JI, VZ                                         |
| Фермана     | IG, IL                                             |

У приведеному списку не вистачає багатьох кодів, оскільки вони використовувалися в Республіці Ірландія, що набула незалежності від Великої Британії ще в 1937 році. Британська схема номерних знаків використовувалася там до 1986 року.

## Історія регулярних знаків

### 1903–1932рр.
Перші номерні знаки з'явилися у Великій Британії в 1903 році. Схема передбачала розподіл по регіонах згідно даних перепису населення 1901 року від найбільш заселених в бік зменшення чисельності населення. Таким чином літеру А отримав Лондон. Одразу для Шотландії було виділено літери G, S, V, а для Ірландії — I, Z. Номерні знаки мали формати: А1, А12, А123, А1234, АБ1, АБ12, АБ123, АБ1234.
Кольорове забарвлення складалося з чорного тла та сріблястих знаків.

### 1932–1953рр.
Через закінчення попередньої схеми до кодів було додано префікс, в результаті чого було отримано формати: АБВ1, АБВ12, АБВ123.
Кольорове забарвлення складалося з чорного тла та сріблястих знаків.

### 1953–1963рр.
По вичерпанню обох попередніх схем розташування знаків було інвертовано і отримано формати: 1А, 12А, 123А, 1234А, 1АБ, 12АБ, 123АБ, 1234АБ, 1АБВ, 12АБВ, 123АБВ.
Кольорове забарвлення складалося з чорного тла та сріблястих знаків.

### 1963–1983рр. (Крім Північної Ірландії)

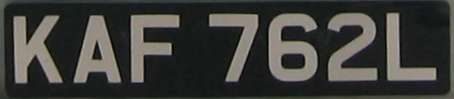
Номерний знак формату 1963 р. у кольорах зразку до 1973 р. м.Труро (1972 р.)

В 1963 році інвертована схема вичерпувалася і було введено нову схему на базі схеми 1932 року із додаванням суфіксу, що означав період реєстрації ТЗ. Було отримано наступні формати: АБВ1Г, АБВ12Г, АБВ123Г, де А — префікс-серія, БВ — код регіону реєстрації, 123 — номер, Г — суфікс-покажчик періоду реєстрації.
До 1973 року кольорове забарвлення складалося з чорного тла та сріблястих знаків, від 1 січня 1973 року передні номерні знаки отримали біле тло та чорні знаки, задні — жовте тло та чорні знаки.
| Суфікс | Період                |
| ------ | --------------------- |
| A      | 02.1963-31.12.1963    |
| B      | 01.01.1964-31.12.1964 |
| C      | 01.01.1965-31.12.1965 |
| D      | 01.01.1966-31.12.1966 |
| E      | 01.01.1967-31.07.1967 |
| F      | 01.08.1967-31.07.1968 |
| G      | 01.08.1968-31.07.1969 |
| H      | 01.08.1969-31.07.1970 |
| J      | 01.08.1970-31.07.1971 |
| K      | 01.08.1971-31.07.1972 |
| L      | 01.08.1972-31.07.1973 |
| M      | 01.08.1973-31.07.1974 |
| N      | 01.08.1974-31.07.1975 |
| P      | 01.08.1975-31.07.1976 |
| R      | 01.08.1976-31.07.1977 |
| S      | 01.08.1977-31.07.1978 |
| T      | 01.08.1978-31.07.1979 |
| V      | 01.08.1979-31.07.1980 |
| W      | 01.08.1980-31.07.1981 |
| X      | 01.08.1981-31.07.1982 |
| Y      | 01.08.1982-31.07.1983 |

### 1983–2001рр. (Крім Північної Ірландії)

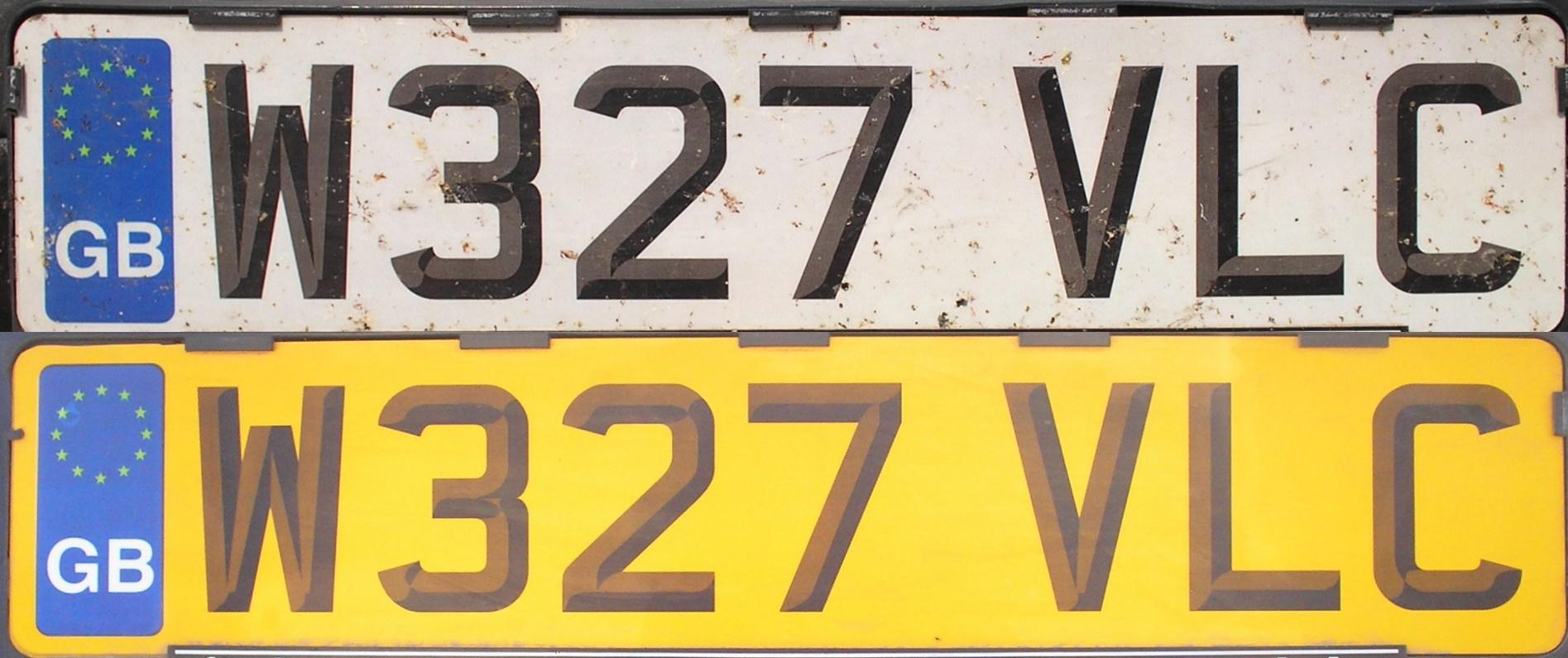
Передній та задній номерні знаки формату 1983 р. Лондон (2000 р.)

Через вичерпання схеми 1963 року її було інвертовано і у 1983 році отримано схему, де покажчиком періоду реєстрації виступив префікс. Отримано наступні формати: А1БВГ, А12БВГ, А123БВГ, де А — префікс періоду реєстрації, 123 — номер, Б — суфікс-серія, ВГ — код регіону реєстрації. Від 1983 року введено спеціальну Q-реєстрацію для саморобних ТЗ, спеціально переобладнаних або зібраних з різних ТЗ, знов легалізованих після викрадення та для ТЗ вік котрих неможливо встановити. Номерні знаки серії Q видаються і після 2001 року.
Передні номерні знаки мають біле тло, задні — жовте; символи — чорні.
| Префікс | Період                 |
| ------- | ---------------------- |
| A       | 01.08.1983-31.07.1984  |
| B       | 01.08.1984-31.07.1985  |
| C       | 01.08.1985-31.07.1986  |
| D       | 01.08.1986-31.07.1987  |
| E       | 01.08.1987-31.07.1988  |
| F       | 01.08.1988-31.07.1989  |
| G       | 01.08.1989-31.07.1990  |
| H       | 01.08.1990-31.07.1991  |
| J       | 01.08.1991-31.07.1992  |
| K       | 01.08.1992-31.07.1993  |
| L       | 01.08.1993-31.07.1994  |
| M       | 01.08.1994-31.07.1995  |
| N       | 01.08.1995-31.07.1996  |
| P       | 01.08.1996-31.07.1997  |
| Q       | так звана Q-реєстрація |
| R       | 01.08.1997-31.07.1998  |
| S       | 01.08.1998-28.02.1999  |
| T       | 01.03.1999-31.08.1999  |
| V       | 01.09.1999-29.02.2000  |
| W       | 01.03.2000-31.08.2000  |
| X       | 01.09.2000-28.02.2001  |
| Y       | 01.03.2001-31.08.2001  |

### Перспективи після 2050 року
Чинну схему номерних знаків розраховано для використання до 2050 року ваключно. Вже зараз, ґрунтуючись на традиціях, що склалися починаючи з 1903 року можливо передбачити інверсію символів чиної схеми: АБВ12ГД. Таким чином забезпеченість серіями номерних знаків ґарантовано до 2100 року.

## Дипломатичні номерні знаки

### Індивідуальні дипломатичні знаки
Індивідуалізовані дипломатичні номерні знаки замовляються посольствами у форматі 1932 р., 1953 р. або 1963 р. таким чином, щоб літери відображали скорочену назву країни. Наприклад номерні знаки української амбасади мають набір символів UKR1 . В таких комбінаціях можуть вживатися літери I, O,Q, Z, котрі неможливо використовувати у звичайних номерних знаках.
- Індивідуальні дипломатичні знаки:

- 1AFG Афганістан
- 1AG, 1BC Канада
- 1ARG Аргентина
- 1AZN Азербайджан
- 1BE Бельгія
- 1BLS Білорусь
- 1BMS Багамські острови
- 1CAM Камерун
- 1CF Фундація Співдружності націй
- 1COS Коста-Рика
- 1CY Кіпр
- 1CZE Чехія
- 1DAN Данія
- 1EC Східні Кариби
- 1ECU Еквадор
- 1EE Ефіопія
- 1EST Естонія
- 1GAB Габон
- 1GAM Гамбія
- 1GER Німеччина
- 1GHA Гана
- 1GRG Грузія
- 1GRN Гренада
- 1HUN Угорщина
- 1JAM Ямайка
- 1KEN Кенія
- 1KUW Кувейт
- 1LEB Ліван
- 1LEM Ліберія
- 1LES Лесото
- 1LUX Люксембург
- 1M Малайзія
- 1MAG Угорщина
- 1MAK Північна Македонія
- 1MLT Мальта
- 1MLW Малаві
- 1MO Міжнародна морська організація
- 1MOZ Мозамбік
- 1MYN М'янма
- 1NAM Намібія
- 1NAU Науру
- 1NBD Бруней
- 1NWY Норвегія
- 1OES Австрія
- 1ONT Канада
- 1PAK Пакистан
- 1PDY Ємен
- 1PER Іран
- 1PNG Папуа Нова Гвінея
- 1POA Вірменія
- 1POL Польща
- 1POR Португалія
- 1PY Парагвай
- 1RAQ Ірак
- 1RCI Кот-д'Івуар
- 1RF Росія
- 1RL Ліван
- 1ROK Південна Корея
- 1ROM Румунія
- 1ROU Уругвай
- 1RSA ПАР
- 1RUV Буркіна Фасо
- 1SL Шрі-Ланка
- 1SLK Словаччина
- 1SOM Сомалі
- 1SU СРСР
- 1SVE Швеція
- 1SZD Свазіленд
- 1TAN Танзанія
- 1TOG Того
- 1TON Тонга
- 1TT Тринідад і Тобаго
- 1TUR Туреччина
- 1UAE ОАЕ
- 1UGA Уганда
- 1UDM Узбекистан
- 1VEN Венесуела
- 1VN В'єтнам
- 1VNA В'єтнам
- 1YEM Ємен
- 2SVG Сент-Вінсент і Гренадини
- ADE1 Австралія
- ALG1A Алжир
- ALT1 Канада
- ANG2 Ангола
- ANU1 Антигуа і Барбуда
- AUS1 Австралія
- BAH1 Бахрейн
- BDH1 Бангладеш
- BDS1 Барбадос
- BEL12E Беліз
- BF1, BF2 Буркіна Фасо
- BG1 Болгарія
- BHA1B Багамські острови
- BOL1 Болівія
- BOT1 Ботсвана
- BRZ1 Бразилія
- BUR1 Бірма
- CAN1 Канада
- CDA2 Канада
- CHI1 Чилі
- CHN1 КНР
- COL1 Колумбія
- CSC5 ЄЕК
- CSG1 Генеральний секретаріат Співдружності націй
- DOM500 Домініканська Республіка
- ELS1 Сальвадор
- FGN1 Нігерія
- FIJ1 Фіджі
- FRA1 Франція
- GRE1S Греція
- GYA1 Гаяна
- HAI1 Гаїті
- HKG1C Гонконг
- HKJ111 Йорданія
- HON2 Гондурас
- HSL1 Сьєра-Леоне
- IC1 Ісландія
- IND1 Індія
- ISR1 Ізраїль
- ITA1 Італія
- JPN1D Японія
- LAR1K Лівія
- MAU1 Маврикій
- MEX1 Мексика
- NEP1 Непал
- NIC1 Нікарагуа
- NL1, NL2 Нідерланди
- NSW1 Австралія
- NZ1, NZ2 Нова Зеландія
- OMA1N Оман
- PAK1 Пакистан
- PAN1 Панама
- PE1 Перу
- PHI1 Філіппіни
- QLD1 Австралія
- QTR1 Катар
- QUE1 Канада
- RI1 Індонезія
- RPB1 Бенін
- SA1 ПАР
- SEN1 Сенегал
- SEY1 Сейшельські острови
- SF10 Фінляндія
- SGP1 Сингапур
- SLO1A Словенія
- SPA1N Іспанія
- SUD1 Судан
- TAS1 Австралія
- THA11, THA12 Таїланд
- TUN1 Туніс
- UKR1 Україна
- USA1 США
- VG1 Австралія
- WA1 Австралія
- WEU1 Західноевропейський союз
- YU1 Югославія
- ZAI1 Заїр
- ZAM1 Замбія
- ZIM1 Зімбабве

### Стандартні дипломатичні знаки

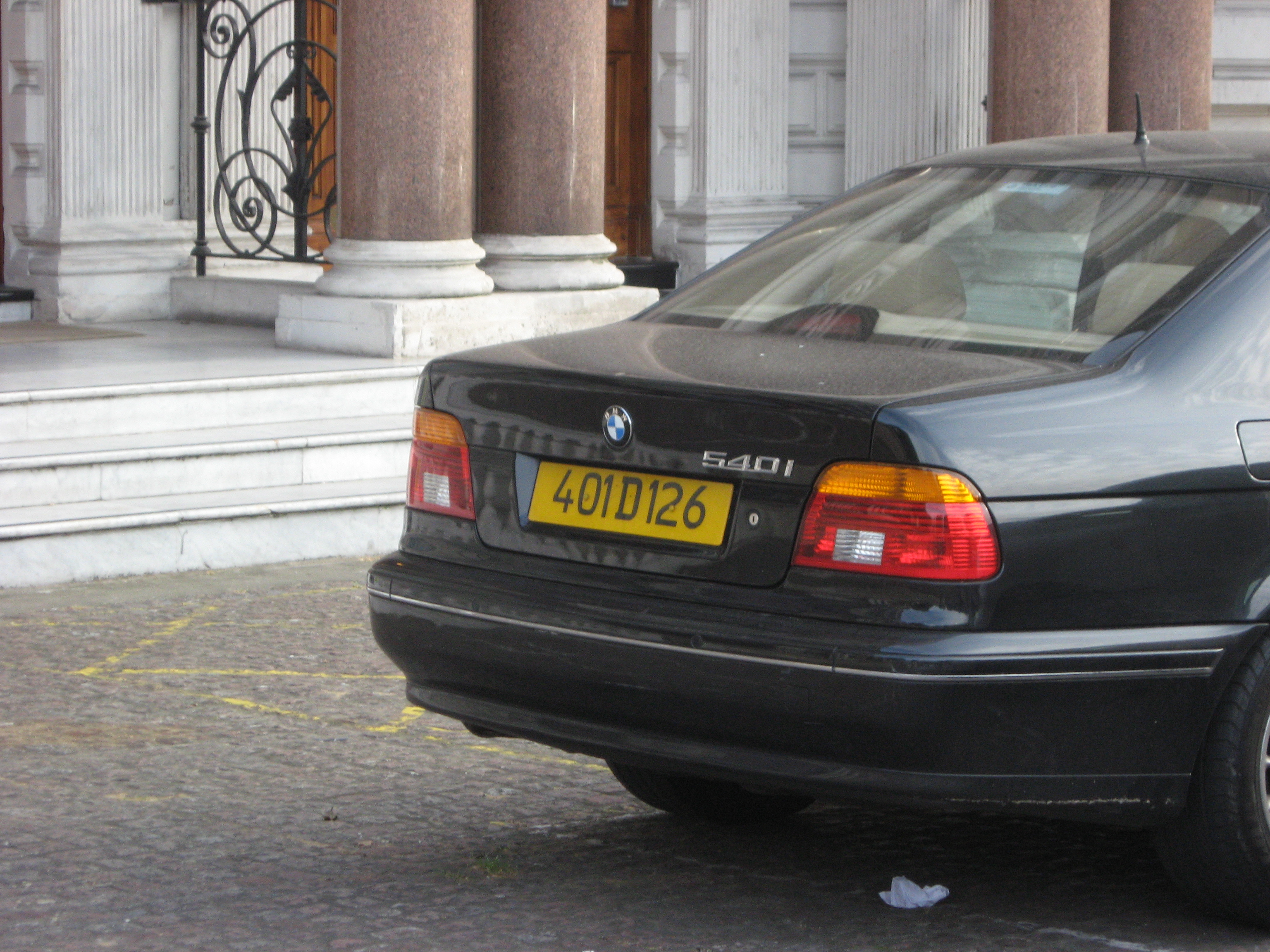
Дипломатичний номер

Стандартні дипломатичні номерні знаки мають формат 123А456, де 123 — код країни або міжнародної організації (Україна має код 306), А — покажчик статусу (D — Дипломати, Х — Консули та персонал без дипломатичного статусу), 456 — номер (інтервал 101–399 використовується Дипломатами, 400–699 — персоналом міжнародних організацій без дипломатичного статусу, 700–999 — Консули та персонал амбасад і консульств без дипломатичного статусу).
- Кодування країн і організацій:

- 101 Афганістан
- 102 Алжир
- 103 Аргентина
- 104–108Австралія
- 109 Австрія
- 110 Багамські острови
- 111 Бахрейн
- 112 Бангладеш
- 113 Барбадос
- 114 Бельгія
- 115 Бенін
- 116 Болівія
- 117 Ботсвана
- 118–122Бразилія
- 123 Болгарія
- 124 Бірма
- 125 Бурунді
- 126 Камерун
- 127–131Канада
- 132 ЦАР
- 133 Чад
- 134 Чилі
- 135 КНР
- 136 Колумбія
- 137 Конго
- 138 Коста-Рика
- 139 Куба
- 140 Кіпр
- 141 Чехія
- 142 Данія
- 143 Домініканська Республіка
- 144 Еквадор
- 145–147Єгипет
- 148 Сальвадор
- 149 Ефіопія
- 150 Фіджі
- 151 Фінляндія
- 152–156Франція
- 157 Габон
- 158 Гамбія
- 159–163Німеччина
- 164 колишня НДР
- 165 Гана
- 166–167Греція
- 168 Гренада
- 169 Гвінея
- 170 Гаяна
- 171 Гаїті
- 172 Гондурас
- 173 Угорщина
- 174 Ісландія
- 175–179Індія
- 180 Індонезія
- 181–182Іран
- 183–184Ірак
- 185 Ірландія
- 186–187Ізраїль
- 188–190Італія
- 191 Кот-д'Івуар
- 192 Ямайка
- 193 Японія
- 194–195Йорданія
- 196 Кенія
- 197 Південна Корея
- 198 Кувейт
- 199 Лаос
- 200 Ліван
- 201 Лесото
- 202 Ліберія
- 203 Лівія
- 204 Люксембург
- 205 Малаві
- 206 Малайзія
- 207 Малі
- 208 Мальта
- 209 Мавританія
- 210 Маврикій
- 211 Мексика
- 212 Монголія
- 213 Марокко
- 214 Непал
- 215–217Нідерланди
- 218–219Нова Зеландія
- 220 Нікарагуа
- 221 Нігер
- 222–224Нігерія
- 225 Норвегія
- 226 Оман
- 227 Пакистан
- 229 Панама
- 230 Папуа Нова Гвінея
- 231 Парагвай
- 232 Перу
- 233 Філіппіни
- 234 Польща
- 235 Португалія
- 236 Катар
- 237 Румунія
- 238 Руанда
- 239–240Саудівська Аравія
- 241 Сенегал
- 242 Сейшельські острови
- 243 Сьєрра-Леоне
- 244 Сингапур
- 245 Сомалі
- 246–247ПАР
- 248–252Росія
- 253–255Іспанія
- 256 Шрі-Ланка
- 257 Судан
- 258 Свазіленд
- 259 Швеція
- 260 Швейцарія
- 261 Сирія
- 262 Танзанія
- 263 Таїланд
- 264 Того
- 265 Тонга
- 266 Тринідад і Тобаго
- 267 Туніс
- 268 Туреччина
- 269 ОАЕ
- 270–274США
- 275 Уругвай
- 276 Венесуела
- 277 В'єтнам
- 278–279Ємен
- 280 Сербія
- 281 Демократична Республіка Конго
- 282 Замбія
- 283 Домініка
- 284 Монако
- 285 Науру
- 286 Сент-Люсія
- 287 Уганда
- 288 Буркіна Фасо
- 289 Сент-Вінсент і Гренадини
- 290 Зімбабве
- 291 Ватикан
- 292 Східні Кариби
- 293 Беліз
- 294 Бруней
- 295 Антигуа і Барбуда
- 296 Ангола
- 297 Гватемала
- 298 Мозамбік
- 299 Намібія
- 300 Литва
- 301 Вірменія
- 302 Словенія
- 303 Латвія
- 304 Естонія
- 305 Хорватія
- 306 Україна
- 307 Словаччина
- 309 Албанія
- 310 Азербайджан
- 311 Північна Македонія
- 312 Боснія і Герцеговина
- 313 Узбекистан
- 314 Еритрея
- 315 Казахстан
- 316 Грузія
- 317 Мальдіви
- 318 Туркменистан
- 319 Киргизстан
- 320 Сент-Кітс і Невіс
- 321 Чорногорія
- 322
- 323
- 324 Сан-Марино
- 325 Косово
- 350–399Резервні комбінації
- 400 Іран
- 401 Лівія
- 600–899Інші важливі персони з дипломатичним статусом
- 900 Секритаріат Співдружності націй
- 901 Комісія Європейського Співтовариства
- 902 Рада Європи
- 903 Європейський центр середньострокових прогнозів погоди
- 904 Європейська організація з безпеки повітряної навігації
- 905 Європарламент
- 906 Міжамериканський банк розвитку
- 907 Міжнародна морська організація ООН
- 908 Міжнародна організація з какао
- 909 Міжнародна організація кави
- 910 Міжнародна фінансова корпорація
- 911 Міжнародна організація праці ООН
- 912 Міжнародна організація по цукру
- 913 Міжнародна рада з олова
- 914 Міжнародна китобійна комісія
- 915 Міжнародна рада по пшениці
- 916 НАТО
- 917 ООН
- 918 Західноєвропейський союз
- 919 Всесвітня організація охорони здоров'я ООН
- 920 Східно-Карибська Комісія
- 921 «Спільний Європейський Тор»
- 922 Міжнародний компенсаційний фонд нафтового забруднення
- 923 Морська супутникова організація
- 924 Фундація Співдружності націй
- 925 Міжнародна морська організація (Постійний представник)
- 926 Телекомунікаційне бюро Співдружності націй
- 927 Верховний комісар ООН у справах біженців
- 928 Сільськогосподарське бюро Співдружності націй
- 929 Міжнародна корпорація свинцю і цинку
- 930 Осло-Паризька комісія
- 931 «Спільний Європейський Тор»
- 932 Організація по збереженню Північноатлантичного лосося
- 933 Європейський Інвестиційний Банк
- 934 Європейська організація супутникового зв'язку
- 935 Європейська школа (Оксфорд)
- 936 Африканський банк розвитку
- 937–938 Європейський Банк Реконструкції та Розвитку
- 939–940 Європейський інститут Біоінформатики
- 941 Європейська медична агенція (EMA)
- 963 Гонконгське торгово-економічне представництво

## Військові номерні знаки
Від 1995 року військові номерні знаки мають формат АБ12ВГ. До 1995 року існував формат 12АБ34.

## Тимчасові номерні знаки

### Дилерські номерні знаки
Дилерські номерні знаки видаються при придбанні ТЗ через торговельну мережу до офіційної реєстрації. Такі номерні знаки мають формат 123АБ, червоні знаки на білому тлі. Також обов'язковим є світловідбивний елемент (для автомобілів — трикутної форми, для мотоциклів — ромбічної).

### Номерні знаки тимчасово імпортованих ТЗ
Такі номерні знаки мають формат 123Q45, де 123 — номер, Q — покажчик типу знаку, 45 — період дії знаку (аналогічно з регулярними, тобто число 14 означає термін дії з 1 березня до 31 липня 2014 року. Передні номерні знаки мають біле тло, задні — жовте, символи — чорні.

### Номерні знаки експортованих ТЗ
Кодифікація таких знаків описана в розділі про постійні знаки. Вони видаються для безмитного експорту транспортних засобів, що їх придбано у Великій Британії в країни Євросоюзу. Передні номерні знаки мають біле тло, задні — жовте, символи — чорні.